# Lipotriches floralis
Lipotriches floralis är en biart som först beskrevs av Smith 1875.  Lipotriches floralis ingår i släktet Lipotriches och familjen vägbin. Inga underarter finns listade i Catalogue of Life.